# Petreşti
Petreşti es una comuna ubicada en el distrito de Dâmbovița, Rumania.

## Superficie
Posee una superficie de 71,42 kilómetros cuadrados.

## Demografía
Hasta 2021 la población era de 5085 habitantes, con una densidad de población de 71,20 habitantes por kilómetro cuadrado.